# 张九思 (元朝)
张九思（1242年—1302年），元朝大臣，字子友，一作子有，宛平（今北京城西南丰台区）人。元成宗时中书平章政事。
张九思父张滋，蓟州节度使。至元二年（1265年），张九思入备宿卫，真金担任太子，张九思因为父廕当补外任，真金特将他留下。元朝平定江南，南宋库藏金帛送到内府，分到东宫的很多，设置都总管府主持，张九思以工部尚书兼都总管府事。至元十九年（1282年）春，元世祖巡幸上都，皇太子跟从，丞相阿合马留守。高和尚、千户王著等谋杀阿合马，夜间聚集数百人为仪卫，称太子，入健德门，直向东宫，下令开门。张九思在宫中值班，命主官不得擅自开门。王著等知不可欺骗，于是沿着城墙到达南门外，击杀丞相阿合马、左丞郝祯。当时变起仓卒，而且是黑夜，很多人不知所为，张九思下令卫士抓住乱党。乱党伪造太子之命，向枢密副使张易征兵，张易把兵马给了他们。张易被朝廷处决，刑官认为他本来知情，将传首示众。张九思上奏太子，认为张易只是玩忽职守，并不知情，请免传首。皇太子上奏皇帝，元世祖于是听从。右卫指挥使颜进中流矢而亡，仇家诬为贼党，将籍没他的妻儿，张九思极力辩护，得不获罪。
阿合马垮台，和礼霍孙为右丞相，中书省部用人，多张九思所推荐。当年冬，设立詹事院，以张九思为詹事丞，于是推荐名儒上党宋道、保定刘因、曹南夹谷之奇、东平李谦，分任东宫官属。至元二十二年（1285年），皇太子去世，朝议建议罢除詹事院，张九思反对，认为詹事院可以继续辅佐皇孙。至元三十年（1293年），进拜中书左丞，兼詹事丞。次年，世祖崩，元成宗嗣位，改詹事院为徽政，以张九思为副使。十一月，进升为资德大夫、中书右丞。修撰世祖、裕宗《实录》，命张九思兼领史事。大德二年（1298年），拜为荣禄大夫、中书平章政事。大德五年（1301年），加大司徒。大德六年（1302年），进阶光禄大夫，六十一岁去世。其子金界奴，光禄大夫、河南省右丞。

## 延伸阅读
[在维基数据编辑]
 《元史·卷169》，出自宋濂《元史》